# Morgny-en-Thiérache
 Morgny-en-Thiérache  es una población y comuna francesa, en la región de Picardía, departamento de Aisne, en el distrito de Laon y cantón de Rozoy-sur-Serre.

## Demografía
| 353 | 303 | 443 | 448 | 474 | 481 | 471 | 451 | 414 | 392 | 380 | 363 | 334 | 329 | 341 | 322 | 285 | 269 | 276 | 249 | 205 | 212 | 206 | 221 | 222 | 194 | 166 | 166 | 162 | 154 | 110 | 96 | 98 |
| Para los censos de 1962 a 1999 la población legal corresponde a la población sin duplicidades (Fuente: INSEE [Consultar]) |     |     |     |     |     |     |     |     |     |     |     |     |     |     |     |     |     |     |     |     |     |     |     |     |     |     |     |     |     |     |    |    |